# Chevrolatella tripunctata
Chevrolatella tripunctata är en skalbaggsart som först beskrevs av Louis Alexandre Auguste Chevrolat 1862.  Chevrolatella tripunctata ingår i släktet Chevrolatella och familjen långhorningar.
Artens utbredningsområde är Paraguay. Inga underarter finns listade i Catalogue of Life.